# Peerd van Ome Loeks

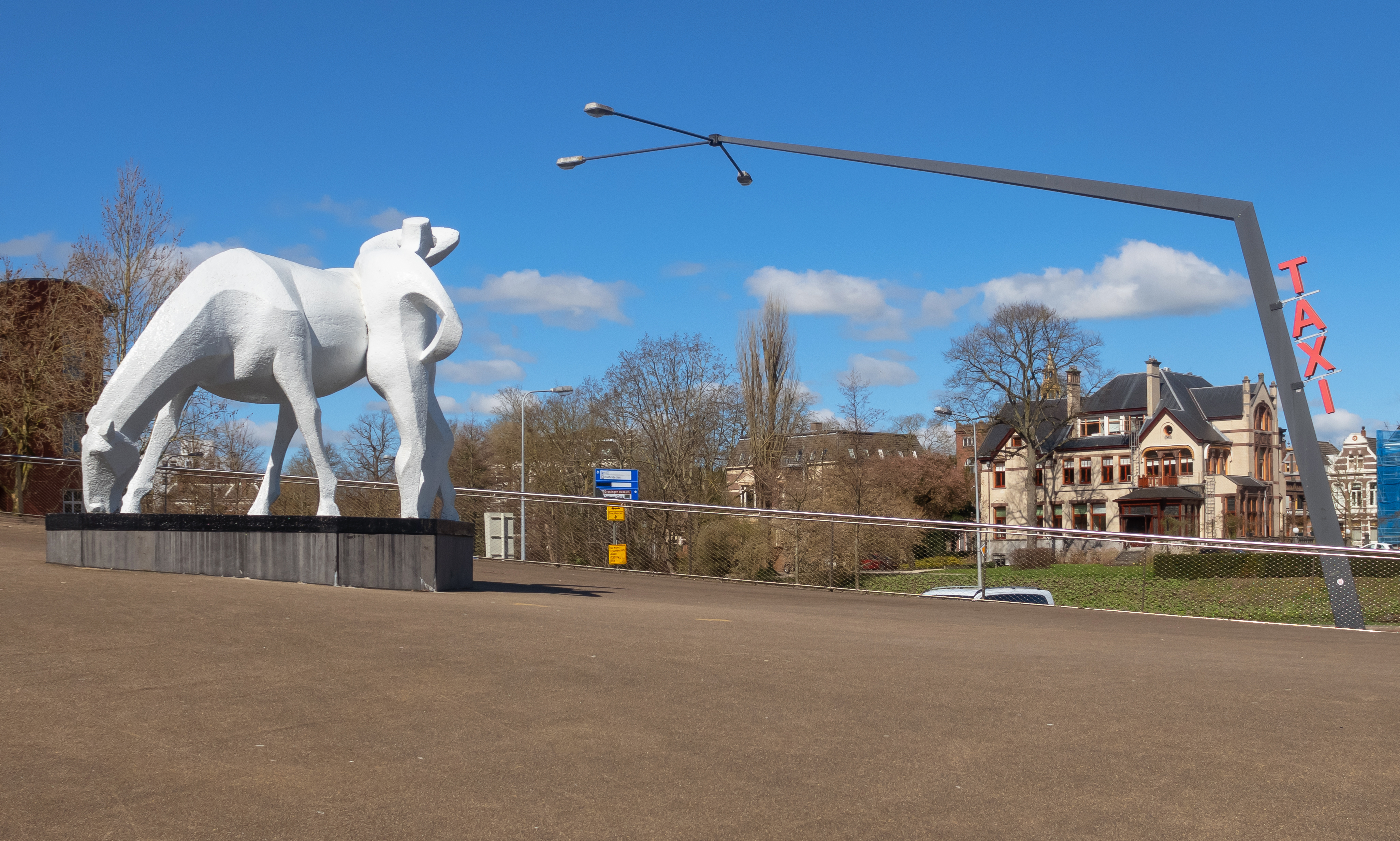
Het Peerd van Ome Loeks

Het Peerd van Ome Loeks (vertaald: Het paard van oom Lucas) kan worden gezien als een van de symbolen van de Nederlandse stad Groningen. Het beeld ontleent z'n bestaan aan een Gronings volkswijsje met dezelfde titel.

## Liedje
Over het Peerd van Ome Loeks gaat een liedje met de onderstaande tekst. De melodie is hetzelfde als dat van het sinterklaasliedje Daar wordt aan de deur geklopt en het Duitse O du lieber Augustin. De melodie dateert uit de 17e eeuw.
 Peerd van Ome Loeks is dood, Loeks is dood, Loeks is dood,
 Peerd van Ome Loeks is dood, hartstikke dood.
 Guster nog goud gezond, sluig 'e mit steert in 't rond
 Peerd van Ome Loeks is dood, hartstikke dood.
 Peerd van Ome Loeks is dood, Loeks is dood, Loeks is dood,
 Peerd van Ome Loeks is dood, hartstikke dood.
 Haar 'k hom moar vreten geven, din was 't wel in leven bleven.
 Peerd van Ome Loeks is dood, hartstikke dood.
De regel "hartstikke dood" wordt ook wel gezongen als "hailendal dood".

## Ome Loeks
In de loop der jaren zijn meerdere mannen aangewezen die dé Ome Loeks zouden zijn. Mogelijke kandidaten waren onder anderen Loeks Kuiter uit Kiel-Windeweer, Loeks Hansen uit Delfzijl en stalhouder Loeks Bolhuis in Groningen.
De meest bekende kandidaat is Lukas "Loeks" van Hemmen (1876-1955), hij was pikeur en eigenaar van café en stalhouderij De Slingerij aan de Aweg in Groningen. Eind juli 1910 was zijn beroemde renpaard Appelon nogal ongedurig en trapte naar de stalknecht Barelt Visser. Van Hemmen dreef het paard terug met een riek. Het paard liep een verwonding aan zijn neusvleugels op en werd ziek. Hij overleed enkele dagen later aan de koliek. Toen de paardenslager het kadaver kwam halen, waren er een paar jongens die zongen: "t Peerd van Ome Loeks is dood". En zo zou het liedje zijn ontstaan.

## Standbeeld

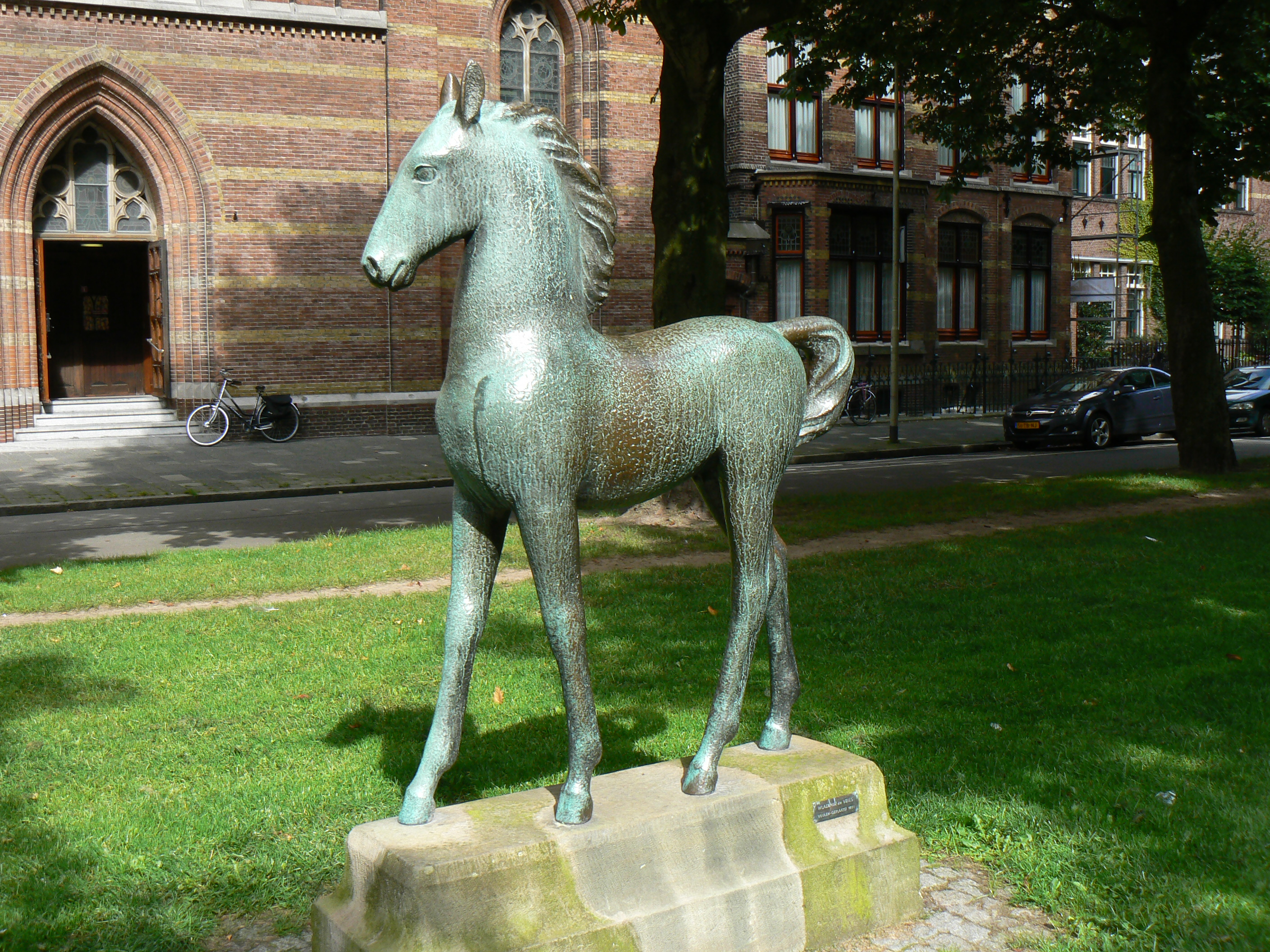
Veulen (1951)

Het nu bekende standbeeld op het Stationsplein, was niet het eerste beeld dat Peerd van Ome Loeks werd genoemd. Beeldhouwer Wladimir de Vries maakte in 1951 zijn Veulen, dat aan de Radesingel bij de Sint-Jozefkerk werd geplaatst. Het werd in de volksmond al snel omgedoopt tot Peerd van Ome Loeks. Loeks van Hemmen meldde desgevraagd dat het veulen niet op zijn paard leek. Later werd het Veulen ook wel Lutje Loeks (Kleine Loeks) genoemd. De Vries was niet gelukkig met de associatie van zijn levenslustig veulen met een dood paard.
In 1955 deed Groningen mee aan de Nationale Energie Manifestatie 1955. Voor het paviljoen "Groei en Bloei van Stad en Land" maakte De Vries een ca. 3 meter hoog gipsen paardenhoofd. In de tentoonstellingscatalogus staat hierover: "... en 'het peerd van Ome Loeks' waarschuwt, wanneer men bij de expositie van Groningen is aangekomen, waarin zowel de stad Groningen als de provincie aandacht vragen voor activiteit op het gebied van kunst, wetenschap, handel en nijverheid." Het Nieuwsblad van het Noorden wist te melden dat er een bronzen exemplaar van het beeld in de stad zou worden geplaatst. Dit beeld is er echter nooit gekomen.
In dezelfde periode besprak de Groninger gemeenteraad het voorstel van een zekere heer Steeman. Diens vader had na de onthulling in 1951 van het Veulen een brief gestuurd, maar daarop geen gehoor gekregen. Steeman zag wel handel in de verkoop van kleine beeldjes van het 'peerd van ome Loeks' als souvenirs. In april 1954 ging de gemeenteraad alsnog akkoord met het voorstel, met als voorwaarde dat het geheel op een geestige wijze zou worden uitgevoerd.
De Amsterdamse kunstenaar Jan de Baat werd gevraagd een ontwerp te maken. In zijn eerste ontwerp had hij Ome Loeks op het paard gepland, in het latere ontwerp werd hij ernaast geplaatst. Het was de bedoeling van de gemeente het beeld te plaatsen op het oostelijk deel van de Vismarkt, maar dat leidde tot veel bezwaren van markthandelaren en kermisexploitanten. Het beeld zou te veel ruimte innemen, waardoor er derving van baten zou kunnen optreden. De Baat maakte zijn beeld van kwartsbeton. In maart 1959 was het klaar en werd het tijdelijk geplaatst in het magazijn van de dienst Openbare Werken aan de Wilhelminakade. In dezelfde maand schreef B&W een brief aan de Nederlandse Spoorwegen met de vraag of het op het Stationsplein geplaatst kon worden. De NS gingen een maand later akkoord, waarbij zij lieten weten dat ze de voorkeur gaven aan een plaatsing waarbij de mannenfiguur naar het water kijkt. Uiteindelijk werd het beeld in augustus 1959 voor het hoofdstation geplaatst. Het is destijds niet officieel onthuld.
Met de diverse herinrichtingen van het Stationsplein is het beeld een aantal keren verplaatst. Ingevolge het verzoek van de NS is er altijd voor gezorgd dat het paard niet met z'n billen naar het station kwam te staan. In verband met de grootschalige renovatie van het plein voor het hoofdstation, en in het bijzonder de bouw van het zogenaamde stadsbalkon, werd het beeld in 2003 verwijderd. Op 7 juni 2007, tijdens de feestelijke opening van het stadsbalkon, is het beeld weer op zijn originele plaats onthuld. In de tussentijd heeft het een grondige opknapbeurt ondergaan.
De rechten van het beeld zijn sinds 1974 in handen van de Stichting Peerd van Ome Loeks.

## Trivia
De Groninger beroepsbrandweer was in de jaren vijftig tot en met zeventig in het bezit van twee kraanwagens van het merk Ward LaFrance die 'Ome Loeks I' en 'Ome Loeks II' waren genaamd.